# Copa del Príncipe de la Corona Saudí 2017-18
La Copa del Príncipe de la Corona Saudí 2017-18 fue la cuadragésima tercera versión de la Copa de Arabia Saudita organizada por la Federación de Fútbol de Arabia Saudita en la cual participaron los equipos de la Liga Profesional Saudí. El Al-Ittihad es el campeón vigente de la competición.
El 19 de septiembre de 2017, la Federación de Fútbol de Arabia Saudita decidió cancelar y abolir la copa a partir de esta temporada.

## Modalidad
La Copa del Príncipe de la Corona Saudí 2017-18 se juega con sistema de eliminación directa, al estilo europeo como la FA Cup en la cual los conjuntos disputan la llave en un partido. Este torneo a diferencia de sus antecesores, cuenta con la participación de 14 conjuntos, siendo todos de la Liga Profesional Saudí. Con lo cual omiten la participación de los equipos de la Primera División Saudí, bajando con esto el número de participantes instaurado desde la versión de la temporada 2013-14. El campeón defensor clasifica directamente a la ronda de cuartos de final junto con el subcampeón, dejando que se emparejen los restantes 12 equipos en la primera ronda. En este torneo los beneficiados por esta regla son el Al-Ittihad (campeón vigente) y el Al-Nassr (subcampeón). A partir de los cuartos de final, siguen el orden del cuadro principal.
El 16 de junio de 2017, el SAFF anunció que el VAR será implementado en la competencia.

## Equipos participantes

### Liga Profesional Saudí 2017-18(14)
| Equipo                                                   | Entrenador          | Ciudad      | Estadio                                 | Capacidad | Marca       | Patrocinador Principal |
| -------------------------------------------------------- | ------------------- | ----------- | --------------------------------------- | --------- | ----------- | ---------------------- |
| Al-Ahli                                                  | Serhiy Rebrov       | Yeda        | Ciudad Deportiva Rey Abdullah           | 62.000    | Umbro       |                        |
| Al-Batin                                                 | Quim Machado        | Al Majma'ah | Ciudad Deportiva King Salman            | 33.195    | Skillano    |                        |
| Al-Ettifaq                                               | Miodrag Ješić       | Dammam      | Príncipe Mohamed bin Fahd               | 33.195    | Kappa       | Al-Majdouie Hyundai    |
| Al-Faisaly                                               | Vuk Rašović         | Harmah      | Ciudad Deportiva King Salman            | 7.000     | Joma        | Aldrees                |
| Al-Fateh                                                 | Fathi Al-Jabal      | Al-Hasa     | Príncipe Abdullah bin Jalawi            | 27.550    | Romai       | Al-Majdouie Hyundai    |
| Al-Fayha                                                 | Constantin Gâlcă    | Al Majma'ah | Ciudad Deportiva King Salman            | 7.000     | Macron      |                        |
| Al-Hilal                                                 | Ramón Díaz          | Riad        | Rey Fahd                                | 67.000    | Nike        |                        |
| Al-Ittihad (Clasificado directamente a cuartos de final) | José Luis Sierra    | Yeda        | Ciudad Deportiva Rey Abdullah           | 62.000    | Joma        | Bridgestone            |
| Al-Nassr (Clasificado directamente a cuartos de final)   | Ricardo Gomes       | Riad        | Rey Fahd                                | 67.000    | New Balance | Mobily                 |
| Al-Qadisiyah                                             | Nacif Beyaoui       | Khobar      | Príncipe Abdullah bin Jalawi            | 27.550    | Offside     |                        |
| Al-Raed                                                  | Taoufik Rouabah     | Buraidá     | Ciudad Deportiva Rey Abdullah (Buraidá) | 25.000    | Hattrick    |                        |
| Al-Shabab                                                | Sami Al-Jaber       | Riad        | Rey Fahd                                | 67.000    | Joma        |                        |
| Al-Taawoun                                               | José Gomes          | Buraydah    | Estadio Rey Abdullah SC                 | 25.000    | Skillano    | Herfy                  |
| Ohod                                                     | Abdulwahab Al-Harbi | Medina      | Príncipe Mohammed bin Abdul Aziz        | 24.000    | ProIcon     |                        |

## Primera Fase
La primera fase se realizó entre el 7 de septiembre al 9 de septiembre, disputándose en esa fecha los últimos partidos antes de la cancelación del torneo. Todos los partidos están en el horario local (UTC+03:00).
| Ohod         | 1 - 1 (4:5 p.) | Al-Fateh   | Príncipe Mohammed bin Abdul Aziz        | Hussein Abu Shahin    | 7 de septiembre | 20:35 |
| Al-Raed      | 1 - 0          | Al-Faisaly | Ciudad Deportiva Rey Abdullah (Buraidá) | Faisal Al Balwi       | 8 de septiembre | 19:00 |
| Al-Fayha     | 1 - 0          | Al-Taawoun | Ciudad Deportiva King Salman            | Abdullah Al Nuhait    | 9 de septiembre | 18:50 |
| Al-Shabab    | 1 - 0          | Al-Batin   | Príncipe Faisal bin Fahd                | Abdulrahman Al Shehri | 9 de septiembre | 20:05 |
| Al-Qadisiyah | Cancelado      | Al-Hilal   | Príncipe Abdullah bin Jalawi            |                       |                 |       |
| Al-Ettifaq   | Cancelado      | Al-Ahli    | Príncipe Mohamed bin Fahd               |                       |                 |       |